# Azteca godmani
Azteca godmani är en myrart som beskrevs av Auguste-Henri Forel 1899. Azteca godmani ingår i släktet Azteca och familjen myror. Inga underarter finns listade.